# Санчон-де-ла-Рібера
Санчон-де-ла-Рібера (ісп. Sanchón de la Ribera) — муніципалітет в Іспанії, у складі автономної спільноти Кастилія-і-Леон, у провінції Саламанка. Населення — 92 особи (2010).
Муніципалітет розташований на відстані близько 240 км на захід від Мадрида, 65 км на захід від Саламанки.
На території муніципалітету розташовані такі населені пункти: (дані про населення за 2010 рік)
- Карраско: 19 осіб
- Санчон-де-ла-Рібера: 73 особи

## Демографія
Динаміка населення (INE ):

## Зовнішні посилання
- Провінційна рада Саламанки: індекс муніципалітетів [Архівовано 23 квітня 2009 у Wayback Machine.]
- Посилання на Google Maps